# Ledava
Ledava är ett vattendrag i Österrike, på gränsen till Kroatien och Slovenien. Det ligger i den östra delen av landet, 190 km söder om huvudstaden Wien.
Trakten runt Ledava består till största delen av jordbruksmark. Runt Ledava är det ganska glesbefolkat, med 43 invånare per kvadratkilometer.